# Gustavo Henrique Canuto
Gustavo Henrique Rigodanzo Canuto (Paranavaí, 1949) es un ingeniero y político brasileño, ministro de desarrollo regional de Brasil, en el gobierno de Jair Bolsonaro entre 2019 y 2020.

## Carrera
Es graduado en ingeniería de computación de la Universidad Estatal de Campinas (Unicamp) y en derecho por el Centro Universitario de Brasilia (UniCEUB). Se desempeñó como especialista en sistemas en IBM. En el sector público, ha trabajado en el Ministerio de Planificación, Presupuesto y Gestión, como miembro de la carrera de políticas públicas y gestión de gobierno (EPPGG).
Entre 2016 y 2018 fue jefe de gabinete del ministerio de Integración Nacional, asumiendo la secretaría ejecutiva de dicha cartera ministerial en agosto de 2018. También trabajó en otros órganos federales, como las secretarías General y de Aviación Civil de la Presidencia de la República y en la Agencia Nacional de Aviación Civil (ANAC).
Fue anunciado como titular del Ministerio de Desarrollo Regional del gobierno Bolsonaro, que engloba los ministerios de Integración Nacional y de las Ciudades, debido a la reducción del número de ministerios.
En febrero de 2020 dejó el Ministerio y fue nombrado a cargo de la Empresa de Tecnologia e Informações da Previdência (Dataprev).